# Орен
Орен (фр. Aurin) насеље је и општина у јужној Француској у региону Миди Пирене, у департману Горња Гарона која припада префектури Тулуз.
По подацима из 2011. године у општини је живело 324 становника, а густина насељености је износила 43,26 становника/km². Општина се простире на површини од 7,49 km². Налази се на средњој надморској висини од 225 метара (максималној 265 m, а минималној 167 m).

## Демографија
| 1962. | 1968. | 1975. | 1982. | 1990. | 1999. | 2011. |
| ----- | ----- | ----- | ----- | ----- | ----- | ----- |
| 158   | 168   | 169   | 177   | 177   | 245   | 324   |

График промене броја становника у току последњих година